# Липовець (Обухівський район)
Липове́ць — село в Україні, у Обухівському районі Київської області. Населення становить 552 осіб.

## Географія
Село розташоване на півдні Кагарлицького району. Межує з північної сторони з селом Зелений Яр, з південної з селом Зеленьки Миронівського району.

### Топоніми
Вулиці села: Миру, 8 березня, Садова, Вишнева.

## Історія
Село виникло в XVII столітті.
Метричні книги, клірові відомості, сповідні розписи церкви Успіння Пресвятої Богородиці с. Липовець XVIII ст. - Богуславського пов., з 1797 р. Богуславського пов., з (?) р. Ставинської волості Київського пов. Київської губ. зберігаються в ЦДІАК України http://cdiak.archives.gov.ua/baza_geog_pok/church/lypo_007.xml [Архівовано 2 липня 2020 у Wayback Machine.]

## Населення

### Мова
Розподіл населення за рідною мовою за даними перепису 2001 року:
| Мова       | Кількість | Відсоток |
| ---------- | --------- | -------- |
| українська | 535       | 96.92%   |
| російська  | 17        | 3.08%    |
| Усього     | 552       | 100%     |

## Економіка
Підприємства села: ТОВ «Русава-К» — вирощування зернових та технічних культур.
На території села знаходяться автозаправка, магазини, кафе.

## Соціальна сфера

### Освіта
- Дошкільний навчальний заклад «Липовецька Веселка». Заклад відкрито після реконструкції в листопаді 2011 року[2].
- школа

Від села курсує шкільний автобус (Липовець — Зелений Яр — Кагарлик).

## Постаті
- Олефір Олександр Павлович (1992—2015) — старший солдат Збройних сил України, учасник російсько-української війни.